# 巢湖市烔炀中学
巢湖市烔炀中学成立于1959年，是安徽省一所农村省级示范高中，安徽省教科研联盟成员、江淮教育发展联合体成员、合肥市省示范高中教育学会会员。